# Chrysis astralia
Chrysis astralia es una especie de avispa del género Chrysis, familia Chrysididae. Fue descrita por Bohart en 1964. Se encuentra en Costa Rica, Estados Unidos y México.